# Jorge Resurrección Merodio
|  | «Koke» redirigeix aquí. Vegeu-ne altres significats a «Sergio Contreras Pardo». |

Jorge Resurrección Merodio, més conegut com a Koke, (Madrid, 8 de gener de 1992) és un futbolista espanyol format al planter del Rayo Vallecano. Juga de migcampista organitzador i el seu equip actual és el Club Atlètic de Madrid de la Primera Divisió d'Espanya. És internacional amb la selecció espanyola.

## Trajectòria esportiva
Format al planter del Rayo Vallecano i posteriorment a l'Atlètic de Madrid, es va estrenar en la temporada 2008 - 2009 amb l'Atlètic de Madrid B, equip en què va debutar amb 16 anys. La temporada 2009/10 va debutar amb el primer equip jugant només 11 minuts al Camp Nou en el partit de lliga Barça - Atlètic de Madrid que acabaria amb resultat de cinc a dos a favor dels blaugranes. El 6 de gener de 2011 Koke debutaria a la Copa del Rei substituint Paulo Assunçao en el minut 60 del partit RCD Espanyol - Atlètic de Madrid corresponent a la tornada dels vuitens de final. El partit acabaria empat a un i l'Atlètic de Madrid es classificaria per a quarts de final gràcies a la victòria un a zero de l'anada.
El 3 de febrer de 2011 Koke renovà el seu contracte, que finalitzava al juny d'aquell mateix any, fins al juny de 2016. El 26 de febrer de 2011 aconseguiria el seu primer gol com a professional a la vint-i-cinquena jornada de lliga en el partit que es disputà a l'Estadi Vicente Calderón contra el Sevilla Futbol Club i que acabaria amb empat a dos, (el gol de Koke fou el que feia l'empat a un). La temporada 2011/12, el 25 d'agost debutaria en competició europea en el partit de tornada de la quarta ronda de classificació de l'Europa League. Entraria en el minut 67 del partit contra el Vitòria de Guimaraes substituint Mario Suárez. El partit va finalitzar amb una victòria de l'Atlètic de Madrid per zero a quatre que li donaria el pas a la fase de grups de l'Europa League per un global en l'eliminatòria de sis a zero.
El 9 de maig de 2012 va guanyar el primer títol de la seva carrera en proclamar-se campió de l'Europa League a Bucarest. Va saltar al camp en el minut 89 per participar en la victòria del club matalasser per tres a zero contra l'Athletic Club. El 31 d'agost de 2012 es va proclamar campió de la Supercopa d'Europa en vèncer el Chelsea FC, campió de la Champions League, per quatre gols a un. El 10 març 2013 va jugar el partit número cent de la seva carrera en la derrota zero a un davant la Reial Societat corresponent a la vint-i-setena jornada de lliga. El 17 de maig es va proclamar campió de la Copa del Rei en vèncer a la final el Reial Madrid per dos gols a un.

## Selecció estatal
És un fix en les convocatòries de la selecció espanyola en les seves categories inferiors. Va ser convocat per anar al Campionat d'Europa sub-17 de la UEFA el 2009 i al Campionat d'Europa de la UEFA Sub-19 de 2010 en què la selecció espanyola hi va quedar subcampiona.
El 29 de juny de 2011 es va anunciar la seva convocatòria per al Mundial Sub-20 que es disputaria a Colòmbia on la selecció espanyola quedaria eliminada en quarts de final contra el Brasil. El partit va finalitzar amb empat a dos i el Brasil es va classificar en la tanda de penals.
El 25 de febrer de 2012 va rebre la citació per als Jocs Olímpics de Londres 2012 i va debutar amb la selecció olímpica el 28 de febrer en el partit amistós davant d'Egipte, en què marcà un gol de penal que ell mateix va provocar i que va significar el dos a un a un partit que va finalitzar amb una victòria per tres a un.
El juliol del 2012 va ser convocat per la selecció espanyola de futbol per representar Espanya als Jocs Olímpics de Londres 2012, una competició en què el combinat espanyol va caure eliminat en la primera lligueta. Va formar part de l'equip sub-21 espanyol que va guanyar el Campionat d'Europa sub-21 el 2013
El 31 de maig de 2014 entrà a la llista de 23 seleccionats per Vicente del Bosque per participar en la Copa del Món de Futbol de 2014; aquesta serà la seva primera participació en un mundial. En cas que la selecció espanyola, la campiona del món del moment, guanyés novament el campionat, cada jugador cobraria una prima de 720.000 euros, la més alta de la història, 120.000 euros més que l'any anterior.

### Participacions en Copes del Món
| Mundial                     | Seu      | Resultat        | Partits | Goles |
| --------------------------- | -------- | --------------- | ------- | ----- |
| Copa del Món Sub-17 de 2009 | Nigèria  | Tercer lloc     | 6       | 0     |
| Copa del Món Sub-20 de 2011 | Colòmbia | Quarts de final | 4       | 1     |

### Participacions en Jocs Olímpics
| Copa               | Seu     | Resultat     |
| ------------------ | ------- | ------------ |
| Jocs Olímpics 2012 | Londres | Primera fase |

## Clubs
- Actualitzat el 18 de maig de 2013.[20]

| Club              | Temporada | Categoria       | Lliga  | Lliga | Copa   | Copa | Europa League | Europa League | Supercopa d'Europa | Supercopa d'Europa | Total  | Total |
| Club              | Temporada | Categoria       | Jugats | Gols  | Jugats | Gols | Jugats        | Gols          | Jugats             | Gols               | Jugats | Gols  |
| ----------------- | --------- | --------------- | ------ | ----- | ------ | ---- | ------------- | ------------- | ------------------ | ------------------ | ------ | ----- |
| Atlètic de Madrid | 2009/10   | Primera Divisió | 4      | 0     | 0      | 0    | 0             | 0             | -                  | -                  | 4      | 0     |
| Atlètic de Madrid | 2010/11   | Primera Divisió | 17     | 2     | 2      | 0    | 0             | 0             | 0                  | 0                  | 19     | 2     |
| Atlètic de Madrid | 2011/12   | Primera Divisió | 25     | 2     | 2      | 0    | 13            | 0             | -                  | -                  | 40     | 2     |
| Atlètic de Madrid | 2012/13   | Primera Divisió | 31     | 3     | 7      | 0    | 7             | 0             | 1                  | 0                  | 46     | 3     |
| Total             | Total     | Total           | 77     | 7     | 11     | 0    | 20            | 0             | 1                  | 0                  | 109    | 7     |

## Palmarès

### Campionats estatals
| Títol               | Club              | País    | Any  |
| ------------------- | ----------------- | ------- | ---- |
| Copa del Rei        | Atlètic de Madrid | Espanya | 2013 |
| Lliga espanyola     | Atlètic de Madrid | Espanya | 2014 |
| Supercopa d'Espanya | Atlètic de Madrid | Espanya | 2014 |
| Lliga espanyola     | Atlètic de Madrid | Espanya | 2021 |

### Copes internacionals
| Títol                   | Club              | País    | Any  |
| ----------------------- | ----------------- | ------- | ---- |
| Lliga Europa de la UEFA | Atlètic de Madrid | Espanya | 2012 |
| Supercopa d'Europa      | Atlètic de Madrid | Espanya | 2012 |
| Lliga Europa de la UEFA | Atlètic de Madrid | Espanya | 2018 |
| Supercopa d'Europa      | Atlètic de Madrid | Espanya | 2018 |

### Guardons individuals
| Guardó                                    | Any  |
| ----------------------------------------- | ---- |
| Premi migcentre de bronze de Fútbol Draft | 2009 |
| Premi migcentre d'argent de Fútbol Draft  | 2011 |
| Premi migcentre d'or de Fútbol Draft      | 2012 |